# Vicente Dias (navegador)
Se procura a localidade em Cabo Verde, veja Vicente Dias.

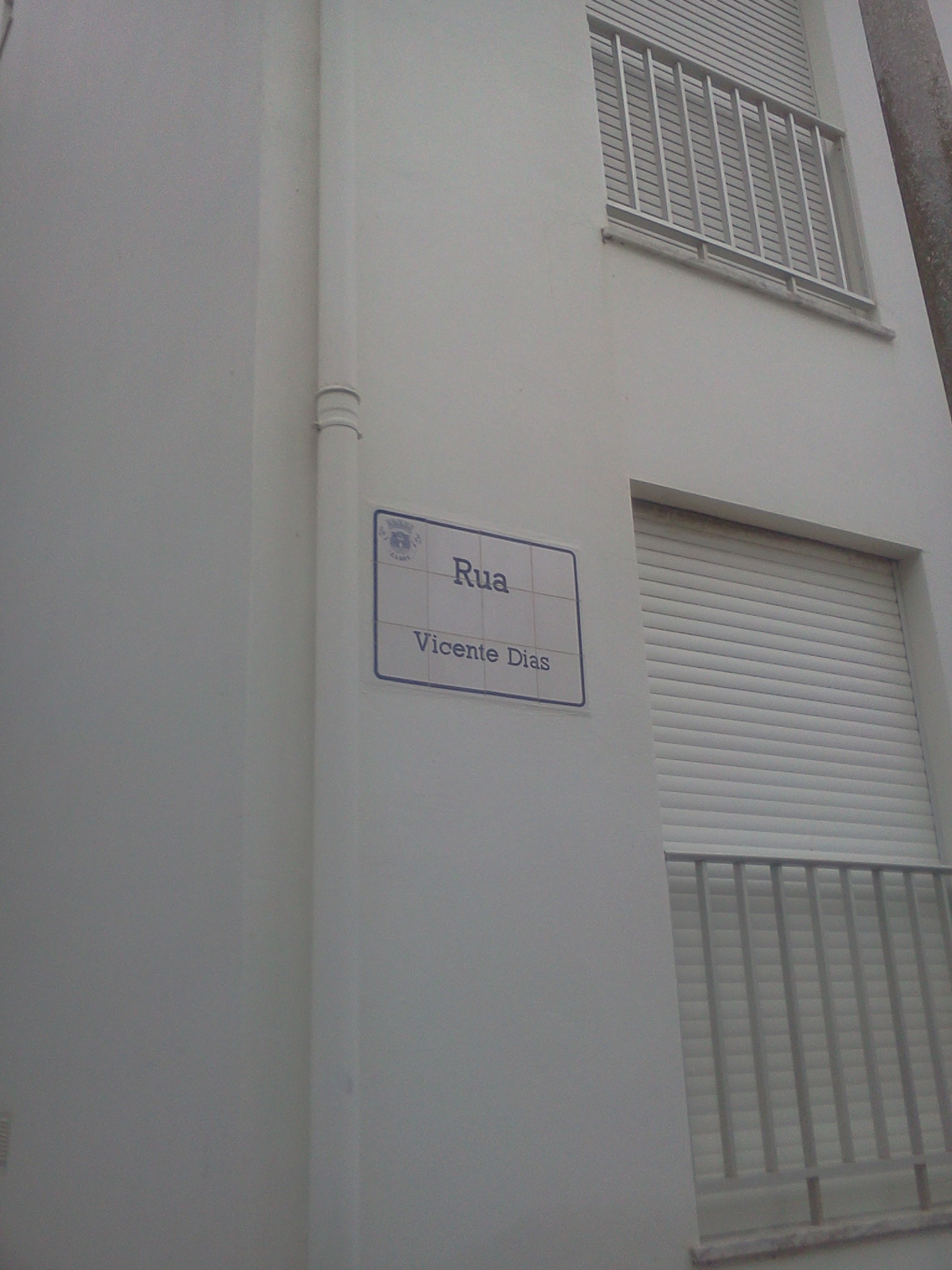
Placa toponímica da Rua Vicente Dias, na cidade de Lagos.

Vicente Dias (Lagos, c. 1430 — ?) foi um navegador português que realizou importantes viagens de exploração na costa ocidental da África, descobrindo o arquipélago dos Bijagós e algumas das ilhas de Cabo Verde, e no noroeste do Atlântico.

## Biografia
Foi patrão de uma caravela, do lote de 45 toneladas armadas pelo Infante D. Henrique. Devido à sua experiência em navegar na costa de África, o Infante D. Henrique empregou-o como guia de Luís de Cadamosto na exploração da costa ocidental deste continente. Saiu de Sagres em março de 1455, tendo chegado ao Rio Gâmbia.
No que respeita ao descobrimento do arquipélago de Cabo Verde, Fontoura da Costa divulgou a tese do istoriador da cartografia Prof. F.C. Wieder (1874-1943), da Universidade de Leiden, para quem o achamento ocorreu em 1445, por Vicente Dias, navegador de Lagos, visto que na carta de Andrea Bianco, de 1448, se encontra já o desenho de uma ilha de contorno idêntico à ilha de Santiago, com a legenda de inxola authentica. Sabe-se que Vicente Dias tomou parte, naquele ano, na expedição de Lançarote e regressou sozinho ao Reino, aqui encontrando aquele cartógrafo, então a caminho de Londres, que recolheu a sua informação. Entretanto, Vicente Dias confidenciou também o resultado da viagem a Cadamosto e este resolveu atribuir-se o mérito da descoberta.
Junto com Alvise Cadamosto e Antoniotto Usodimare, descobriu algumas ilhas de Cabo Verde em 1456. Na companhia de Lucas de Cacena, um mercador genovês residente na ilha Terceira, realizou três viagens de exploração no noroeste do Atlântico.

## Homenagens
O nome de Vicente Dias foi colocado numa rua na cidade da Lagos.